# Shimla
Shimla (hindi शिमला, Śimlā, og punjabi: Simla) er hovedstad i den indiske delstat Himachal Pradesh. Befolkning ca 110.000. Byen ligger på en bjergryg i ca. 2.200 meters højde. Shimla er universitetsby og har en lufthavn, som ligger ca. 20 km fra byen.
Demografisk består befolkningen af punjabis, men der bor også en del tilflyttede tibetanere.
1912-1947 var byen sommerhovedstad i Britisk Indien.
31°6′22″N 77°10′0″Ø / 31.10611°N 77.16667°Ø
- Wikimedia Commons har flere filer relateret til Shimla